# 羽生オフレールステーション

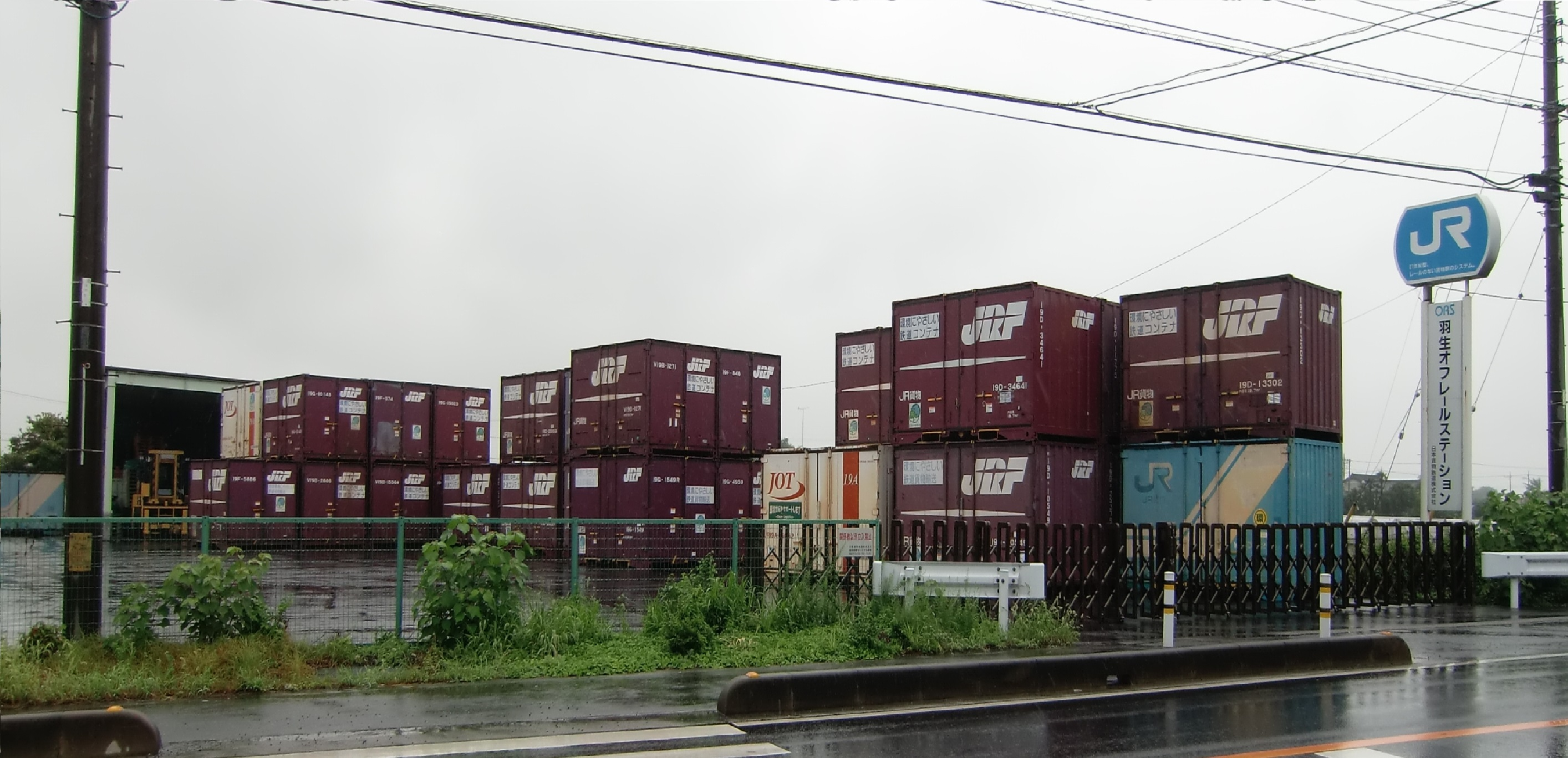
2011年8月21日撮影当時の、羽生ORSの外観。
画像左側、フォークリフトの奥に平屋建ての仕分け施設がある。

羽生オフレールステーション（はにゅうオフレールステーション、略称 羽生ORS）は、埼玉県羽生市藤井下組697-1にある日本貨物鉄道（JR貨物）の施設（オフレールステーション）である。

## 概要
埼玉県北部・群馬県南部一帯の鉄道コンテナを集配し、拠点貨物駅へ発送する役割を持つ。
- 取扱貨物は、コンテナ貨物。12ftコンテナ、大型20ftコンテナを取り扱う。
- 越谷貨物ターミナル駅との間に1日5往復、宇都宮貨物ターミナル駅との間に1日2往復のトラック便が設定されている。

## 歴史
- 2000年（平成12年）10月10日 - 付近に貨物駅がなかった地域の利便性を高めるために、JR貨物が開設[1][2]。

## 利用状況
- 2002年度
  - 発送 14,720トン、到着 22,690トン
- 2003年度
  - 発送 20,344トン、到着 29,715トン
- 2004年度
  - 発送 25,161トン、到着 40,800トン
- 2005年度
  - 発送 22,514トン、到着 58,245トン

## 施設周辺
周辺は、羽生市街地東側の工場と田畑と住宅地の入り混じる地域の一角に所在する。
- 日本精工埼玉工場
- 東京インキ羽生工場
- 東北自動車道羽生IC
- 羽生市役所
- 利根川

なお、JRの線路は徒歩圏にはなく、最寄りの鉄道駅は東武鉄道羽生駅で、3.2kmほどの距離となる。JRで最も近い旅客駅は宇都宮線栗橋駅であるが、13kmほど離れている。
トラック便についても、越谷・宇都宮の両貨物ターミナル駅までいずれも50km前後の距離を輸送する必要がある。ちなみに当地からもっとも近い貨物駅は直線距離で20km程の高崎線熊谷貨物ターミナル駅である。